# Peter Tatár
Peter Tatár (ur. 10 września 1953 w Bratysławie) – słowacki polityk, lekarz i samorządowiec, poseł do Rady Narodowej (1990–1992, 1998–2002), w latach 2001–2006 przewodniczący Obywatelskiej Partii Konserwatywnej.

## Życiorys
Z wykształcenia jest lekarzem. W 1989 znalazł się wśród założycieli ruchu Społeczeństwo Przeciwko Przemocy (VPN), z ramienia którego uzyskał w 1990 mandat posła do Słowackiej Rady Narodowej. W latach 1990–1992 był przewodniczącym Klubu Poselskiego VPN. Po rozpadzie ruchu przyłączył się do Partii Demokratycznej (DS), był sekretarzem jej rady republikańskiej w latach 1993–1995. W 1998 ponownie uzyskał mandat posła do Rady Narodowej z listy Słowackiej Koalicji Demokratycznej. W 2001 odszedł z DS, zakładając nowy ruch polityczny pod nazwą Obywatelska Partia Konserwatywna. Był jego przewodniczącym w latach 2001–2006, jednak we wrześniu 2009 wystąpił z partii.
W 2002 został wybrany w skład rady dzielnicy Bratysława – Stare Miasto, zaś od 2005 do 2009 był posłem do sejmiku kraju bratysławskiego. W latach 2006–2010 był wiceburmistrzem dzielnicy Bratysława – Stare Miasto.